# Dacryodes rostrata
Dacryodes rostrata är en tvåhjärtbladig växtart som först beskrevs av Carl Ludwig von Blume, och fick sitt nu gällande namn av Herman Johannes Lam. Dacryodes rostrata ingår i släktet Dacryodes och familjen Burseraceae. Inga underarter finns listade i Catalogue of Life.